# Jan van Marnix
Jan van Marnix (Bruxelles, tra il 14 febbraio 1537 e il 14 febbraio 1538 – Oosterweel, 13 marzo 1567) è stato un nobile dei Paesi Bassi del Sud, fratello di Filips van Marnix.

## Biografia
Jan van Marnix, signore di Tolosa, fu membro del "Compromesso", all'interno del quale rappresentava la nobiltà calvinista. Fu sua la proposta della prima Petizione alla reggente Margherita di Parma. Fu ucciso nella battaglia di Oosterweel, spesso considerata come l'inizio della Guerra degli ottant'anni.
| Controllo di autorità | VIAF (EN) 95516469 · ISNI (EN) 0000 0000 7074 5623 · CERL cnp01180823 · GND (DE) 138904243 |